# Genocid nad Čerkezima
Genocid nad Čerkezima bilo je etničko čišćenje, ubijanje, prisilna migracija i protjerivanje koje je provelo Rusko Carstvo, između 1830. i 1870., protiv većine Čerkeza iz njihove povijesne zemlje, Čerkezije, koja odgovara velikom dijelu sjevernog Kavkaza i sjeveroistočnoj obali Crnog mora. Neke procjene broje između 800,000 i 1.500,000 Čerkeza ubijenih ili deportiranih tijekom ruske invazije. Zbog muslimanske vjere Čerkeza, ovaj događaj je poznat i kao  muhadžirstvo. Riječ "muhadžir" potječe iz arapskog i koja doslovno znači "onaj koji odgovara".
Genocid se dogodio nakon završetka Kavkaskog rata u posljednjoj četvrtini 19. stoljeća. Prognanici su se uglavnom selili u Osmansko Carstvo, posebno na prostore današnjeg Kosova, Podunavlja i Anatolije. Točnije, deportacija je započela 1864. i završila 1867. Osim Čerkeza, među protjeranim narodima bili su i Ubihi i Abazini, a stradali su i: Inguši, Arštinci, Čečeni, Oseti i Abhazi. Finski povjesničar i istraživač Antero Leitzinger definirao ga je kao najveći genocid 19. stoljeća.
Deportacija je uključivala nepoznati broj ljudi, reda veličine stotina tisuća: većina njih je deportirana iz svojih rodnih sela u crnomorske luke čekajući brodove za Osmansko Carstvo s izričitim ciljem odlaska sa svoje zemlje. Samo mali postotak ponovno se vratio unutar Ruskoga Carstva. Stanovništvo je tako raspršeno, deportirano i u nekim slučajevima masovno ubijeno. Neodređeni broj deportiranih umro je tijekom ove operacije: neki su umrli od epidemija izazvanih dok su čekali da odu, drugi su podlegli u lukama Crnog mora, dok su treći umrli od potonuća brodova uslijed oluja. Izračuni, uključujući i one koji uzimaju u obzir arhivske podatke ruske vlade, procijenili su gubitak od 90%-94% ili 95%-97% Čerkeza tijekom operacija.
U istom razdoblju, i drugi muslimani sa Kavkaza prebačeni su u Osmansko Carstvo i Perziju.
Od 2021. Gruzija je jedina država na svijetu koja priznaje genocid nad Čerkezima, dok Rusija gorljivo negira takav događaj i priznaje ga kao običnu migraciju ljudi. Ruski nacionalisti na tom području nastavljaju slaviti dan deportacije Čerkeza, 21. svibnja, kao dan "Svetog osvajanja".